# Vivento Customer Services
Die Vivento Customer Services GmbH (VCS) ist ein Servicecenter-Unternehmen mit Sitz in Bonn. Das Unternehmen wurde 2004 gegründet und ist als GmbH organisiert, deren Anteile zu 100 % von der Deutschen Telekom AG gehalten werden.
Die Vivento Customer Services ging aus einem Geschäftsmodell der Vivento hervor. Als Tochtergesellschaft der Telekom besteht ihre Aufgabe darin, Callcenter-Tätigkeiten als Kerngeschäft zu betreiben und auf dem Markt anzubieten. Das hierfür erforderliche Personal wirbt die VCS zum größten Teil von der Vivento an, wodurch aufgrund von Rationalisierungsmaßnahmen beschäftigungslos gewordene Konzernmitarbeiter in eine neue Tätigkeit überführt werden. Weiterer Personalbedarf wird durch Leih- und Zeitarbeitskräfte (Arbeitnehmerüberlassung) abgedeckt.
Die Produkt- und Dienstleistungspalette des Unternehmens umfasst alle Bereiche des Kundendienstes, vom klassischen Kundenservice oder individuellen Kundenbindungsmaßnahmen über Kampagnenservice, Vertriebsunterstützung bis hin zur Übernahme ganzer Geschäftsprozesse, dem Business Process Outsourcing. Seit 2008 bietet das Unternehmen über die Tochtergesellschaft „Vivento Digital Services“ (VDS) Lösungen für Dokumenten- und elektronische Personal- sowie Patienten-Management an.

## Geschichte
Die Vivento Customer Services wurde 2004 zunächst als GmbH & Co. KG gegründet und verfügte über acht Standorte und 600 Mitarbeiter. Eine Gründungsidee dieses Unternehmens war der Rettungsversuch des früheren Sonder-Callcenters der Deutschen Telekom am früheren Standort von Norddeich Radio im Ortsteil Utlandshörn der Stadt Norden durch die Stadt Norden und das Land Niedersachsen. Im Laufe der Jahre 2004 und 2005 eröffnete das Unternehmen eine Reihe weiterer Standorte, insbesondere in Ostdeutschland, und firmierte 2005 in eine GmbH um. In dieser Zeit wuchs auch die Belegschaft auf einen Stand von über 3.500 Mitarbeitern an. Mitte 2006 verfügte VCS bundesweit über 19 Standorte, die etwa zur Hälfte in West- und Ostdeutschland lagen.
Am 11. Oktober 2006 gab das Unternehmen bekannt, dass fünf ihrer Standorte nach erfolgreicher Restrukturierung zum 1. Dezember 2006 an walter-TeleMedien verkauft werden. Hiervon betroffen waren die Niederlassungen in Aachen, Dresden, Halle, Lübeck und Magdeburg mit ihren rund 710 Mitarbeitern. Die Deutsche Telekom als hundertprozentige Muttergesellschaft sichert dem Käufer zudem eine Auftragsgarantie bis 2011 mit Verlängerungsoption zu.
Nach zwischenzeitlichem Standortzuwachs (Hamburg, Offenburg, Göppingen) folgten zum 1. April 2007 zwei weitere Verkäufe der VCS an die walter ComCare. Die Standorte Suhl und Cottbus, bisher für Auftragsleistungen der Deutschen Telekom tätig, haben eine Auftragsgarantie bis 2012 mit Option auf Verlängerung. Mit dem Verkauf der Standorte wechselten 480 Mitarbeiter den Arbeitgeber.
Am 1. Mai 2007 veräußerte VCS die Standorte Rostock, Neubrandenburg, Potsdam, Erfurt sowie Stuttgart an die Arvato Services GmbH, einem Tochterunternehmen der Arvato AG. Mit Wirkung zum 1. März 2008 übernahm die Arvato Services GmbH fünf weitere Niederlassungen der VCS. Die Übernahme umfasste die Standorte Stralsund, Schwerin, Göppingen, Freiburg im Breisgau sowie Chemnitz und deren Zweigniederlassung in Dresden.
Am 14. September 2011 wurde den Mitarbeitern der betroffenen Standorte bekannt gegeben, dass die Standorte Bonn und Norden zum 31. Dezember des Jahres geschlossen werden.

## Kritik
Vivento Customer Services GmbH wurde vorgeworfen, wenig rentable Standorte und Betriebe der Telekom, etwa den Kundenservice, zu übernehmen  und diese Standorte später an andere Callcenterunternehmen mit erheblich niedrigeren Löhnen zu verkaufen oder abzubauen. Dadurch sei sie ein Instrument, mit dessen Hilfe die Telekom Personalabbau betreibe.